# Coelachne soerensenii
Coelachne soerensenii är en gräsart som beskrevs av Norman Loftus Bor. Coelachne soerensenii ingår i släktet Coelachne, och familjen gräs.
Artens utbredningsområde är Thailand. Inga underarter finns listade i Catalogue of Life.